# Джергетал (Ошская область)
Джергетал (кирг. Жергетал) — село в Алайском районе Ошской области Кыргызстана. Входит в состав Алайскского айылного аймака имени К. Белекбаева.

## География
Село расположено в южной части области, в высокогорной зоне, на левом берегу реки Гульча, на расстоянии приблизительно 35 километров (по прямой) к югу от села Гульча, административного центра района. Абсолютная высота — 2186 метров над уровнем моря.

## Население
Согласно оценочным данным Национального статистического комитета Кыргызской Республики, численность населения села на начало 2023 года составляла 708 человек.
| год     | 2009 | 2014 | 2015 | 2020 | 2021 | 2023 |
| ------- | ---- | ---- | ---- | ---- | ---- | ---- |
| человек | 450  | 558  | 552  | 669  | 712  | 708  |